# Yana

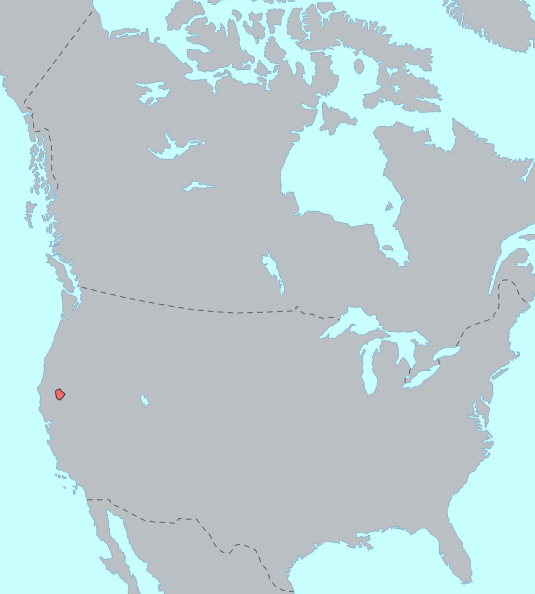
Localització dels yana

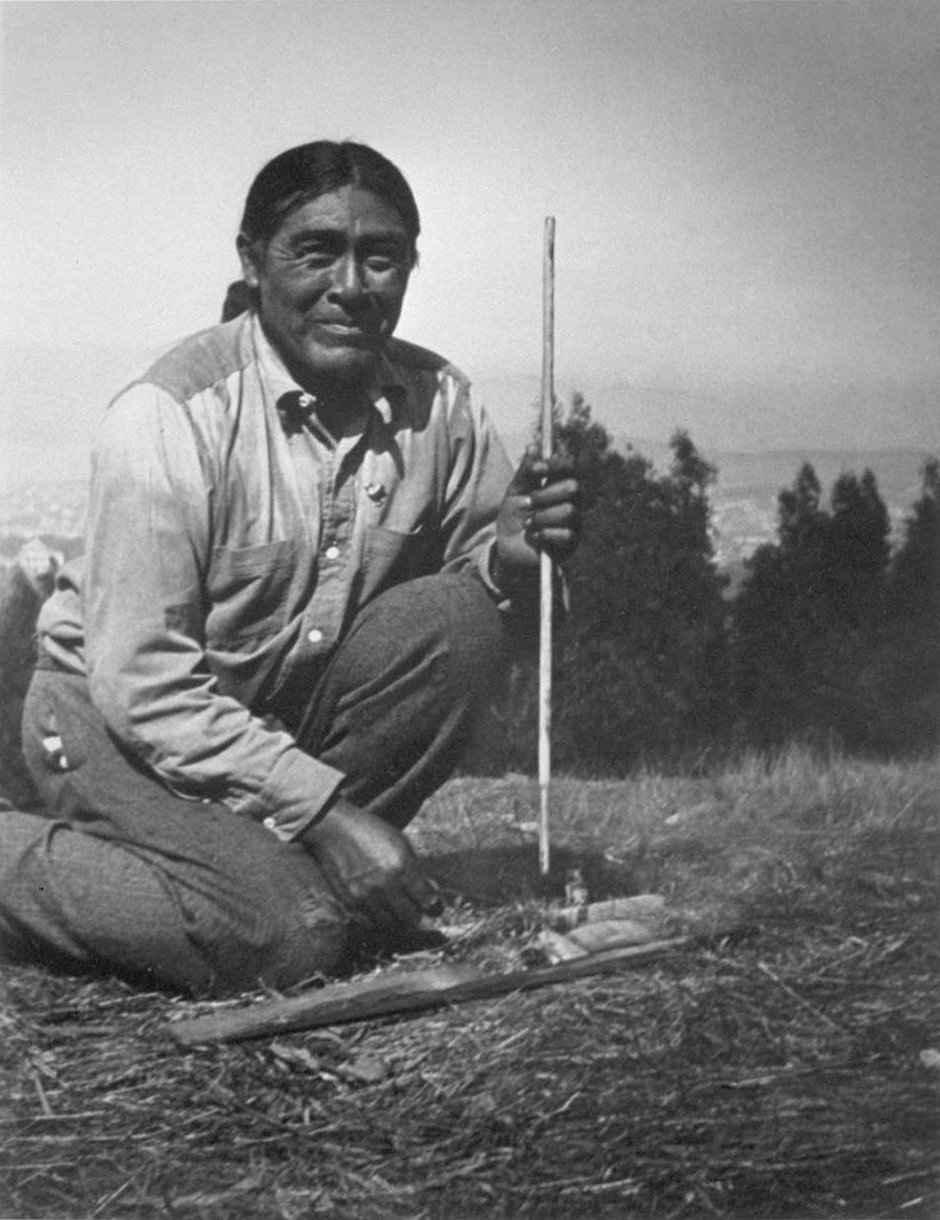
Ishi en 1914

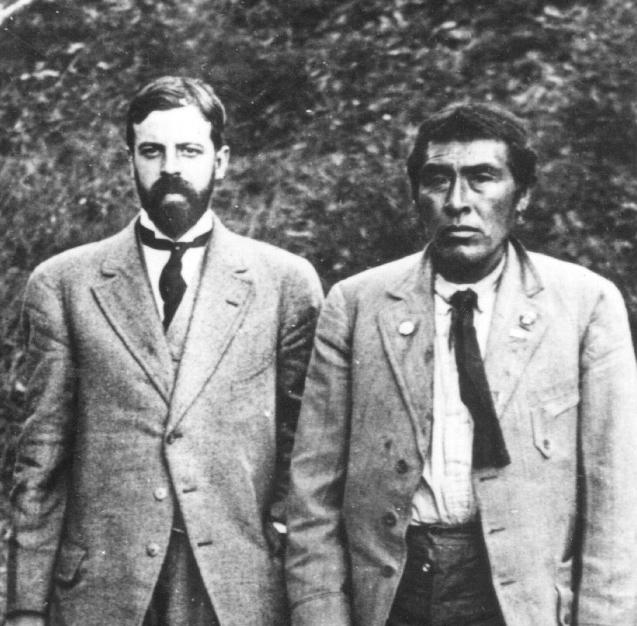
Ishi amb Alfred L. Kroeber (1911).

Els yana són una tribu índia de parla hoka que es divideix en quatre grups que parlen dialectes mútuament inintel·ligibles:
- Yana del Nord
- Yana Central
- Yana del Sud
- Yahi

## Localització
Vivien al llarg dels afluents tributaris de l'est del riu Sacramento (Califòrnia), des del riu Pit fins al SO de Lassen Peak. Llur territori comprenia una miríada de peus de turó i enfilades, canyons escarpats parcialment arbrats.

## Demografia
El 1910 només en quedaven 39, i des d'aleshores se'ls considerava extints. Segons el cens dels EUA del 2000, n'hi havia 42 de purs, 22 amb altres tribus, 21 amb altres races i 15 amb altres races i tribus. En total, 100 individus.

## Llengua
Els yana parlaven una llengua hoka, la llengua yana. S'organitzaven en petites bandes dedicades a la caça i la pesca (salmó), agrupades entorn de quatre grups principals que parlaven dialectes mútuament inintel·ligibles: del nord, del sud, del centre i els anomenats yahi. El nom «Ya-» significa persona, al que s'afegeix el sufix «na» en el nord i «-hi» [xi] en els dialectes del sud.

## Costums
Presenten una curiositat lingüística: usen formes separades per al masculí i per al femení. Les dones usaven entre si un llenguatge mentre que els homes n'usaven un altre entre ells i el de les dones per a parlar amb elles. Vivien pobrament en un medi aspre i àrid. Habitaven bordes cobertes de terra a l'hivern i en simples refugis taulats a l'estiu.
Caçaven cérvols i pescaven salmons. Hom sap molt poc de llur organització social, llevat que probablement es dividien en petites bandes i tenien classes o rangles. Eren relativament guerrers amb tracte comú amb els nordencs de les Muntanyes de Califòrnia.

## Història
Fins a mitjans del segle xix van romandre aïllats dels blancs, però van ser delmats pels colons blancs a partir de la febre de l'or de 1848, després del descobriment de James W. Marshall. La disponibilitat d'aliments va caure dràsticament i en 1865 sobrevivien menys de 50 yahi. Per obscures raons, el 1864 els colons es llançaren a una campanya d'extermini, en mataren la majoria i s'endugueren els supervivents com a esclaus. La massacre de Three Knolls (1865) va deixar menys de 30 supervivents, que es van retirar a les muntanyes, sense contacte amb la civilització, durant 40 anys. El darrer yahi, anomenat Ishi, fou trobat per casualitat el 1911 i va morir el 1916, després de ser objecte d'estudi de la Universitat de Berkeley. Si sobreviu algun altra yana, restarà barrejat amb altres tribus. El 1902 encara en sobrevivia una dotzena d'altres yana, i el 1910 Alfred Louis Kroeber va contactar amb 40 mestissos.